# Praça da Figueira
A Praça da Figueira é uma praça na Baixa de Lisboa, nas proximidades da Praça de D. Pedro IV (Rossio). Antes do Terramoto de 1755 era o local do Hospital de Todos-os-Santos, cujas fundações foram postas a descoberto durante a construção do atual parque de estacionamento subterrâneo.
No desenho do Marquês de Pombal para a Baixa, a praça transformou-se no principal mercado da cidade. Em 1885 foi aí construído um mercado coberto, demolido nos anos 50. Hoje, os edifícios de quatro andares são ocupados por hotéis, lojas e cafés e a praça já não é um mercado.
Uma das características interessantes é a estátua equestre de bronze de D. João I erguida em 1971, da autoria de Leopoldo de Almeida.
A praça é servida pela estação Rossio, na Linha Verde do Metropolitano de Lisboa, bem como por algumas carreiras da Carris e o serviço da Linha de Sintra da CP Urbanos de Lisboa, na Estação Ferroviária do Rossio.

## História
Lisboa vivia há décadas com o problema da falta de um mercado central, o que fazia multiplicar as vendas ambulantes por cada esquina da cidade. O marquês de Pombal viu ali a solução e, a 23 de novembro de 1775, o terreno da Praça da Figueira foi doado à cidade de Lisboa por decreto régio de D. José. São 380 palmos de norte a sul e 440 palmos de nascente a poente, cedidos sob a condição de ali se concentrarem as vendas de frutas, hortaliças e aves de capoeira. A edificação custou ao erário público 10 251 réis.
Nasce assim na praça (então a Praça da Erva) um mercado a céu aberto, sobre terra batida, que depois dá lugar à construção de pequenas barracas e à escavação de um poço (num lugar onde havia uma figueira). Ao longo dos anos, aquele espaço - que ainda deu pelo nome de Praça Nova, antes de chegar à designação atual - foi recebendo os melhoramentos trazidos pelo tempo. Em 1834 foi arborizado e foi instalada iluminação, em 1849 foi fechado com grades de ferro. Esta construção haveria de ir abaixo em 1883 e dois anos depois surge o novo mercado, inaugurado com pompa e circunstância, na presença da família real.
O imponente edifício de ferro, cheio de rendilhados, ocupava uma área de oito mil metros quadrados, com três naves e quatro torreões encimados por cúpulas. Ao longo dos 64 anos seguintes transformou a Praça da Figueira num espaço central da cidade, fervilhante de vida. O mercado cresceu de importância com o correr dos anos, tornando-se um dos pontos mais conhecidos de Lisboa.
Em 16 de janeiro de 1947 o presidente da autarquia, Álvaro Salvação Barreto, fez aprovar em reunião camarária a demolição do edifício. 
Após 2 anos de polémica, em junho de 1949 as estruturas metálicas do mercado foram arrematadas em leilão por 830 contos a um sucateiro do Porto.
O metro chegou à praça nos anos 60, a estátua equestre de D. João I ali foi colocada em 1971. 

## Galeria

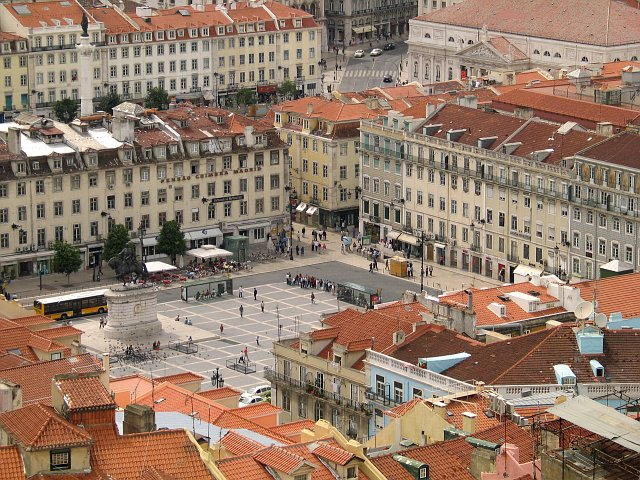
Praça da Figueira vista do Castelo
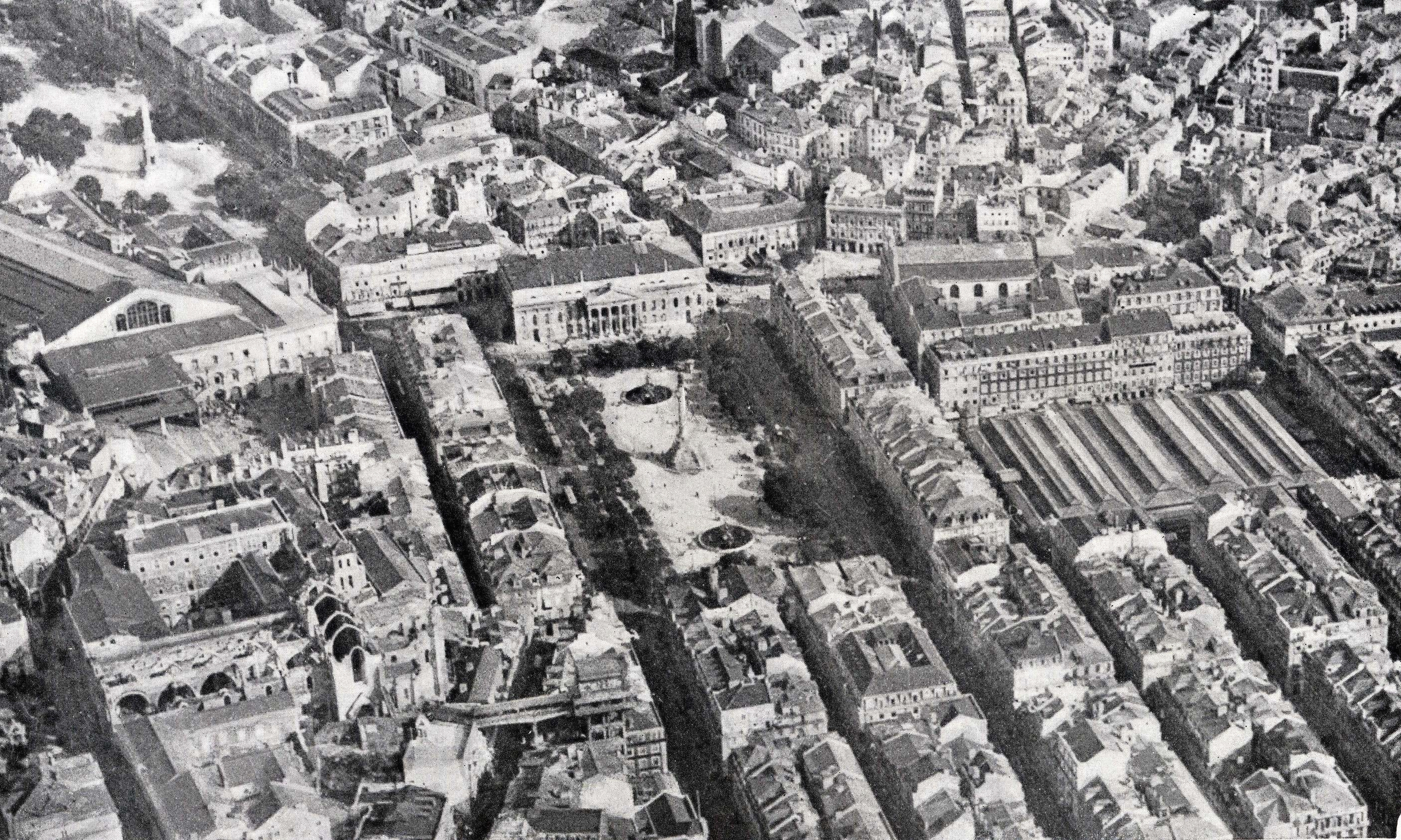
Fotografia aérea de 1919. São visíveis os telhados do Mercado no centro da Praça da Figueira
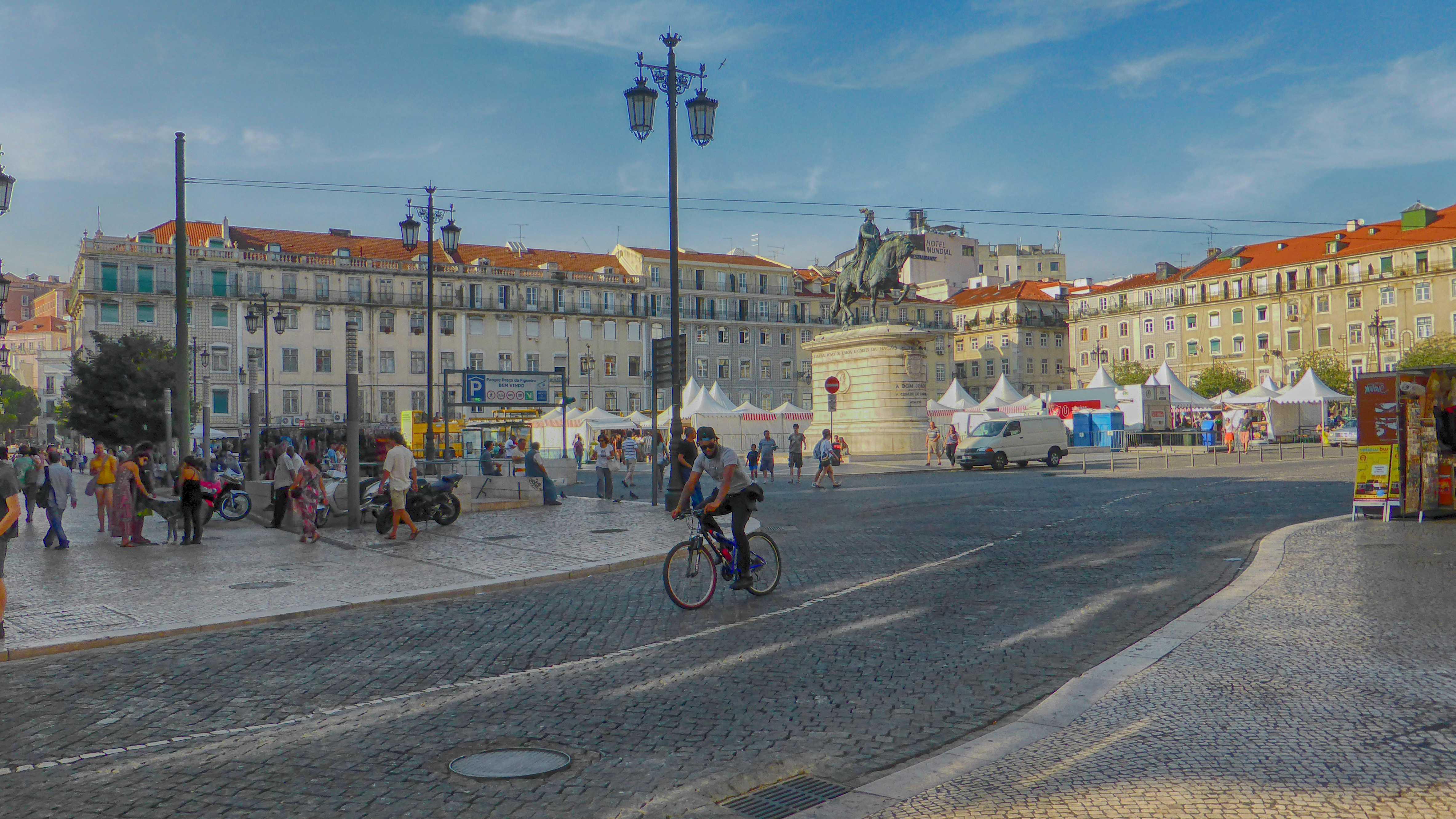
Praça da Figueira 2014, Lisboa, Portugal